# Szüry Lajos
Szüry Lajos (Pata, 1818. július 8. – Budapest, 1889. június 30.) királyi tanácsos, Komárom vármegye első alispánja. Szüry Dénes író, műfordító és Szüry János kereskedelemügyi miniszter apja.

## Élete
Gimnáziumi és jogi tanulmányait Pécsett végezte és 21 éves korában ügyvédi oklevelet szerzett és elvégezte Magyar-Óvárott a gazdasági tanfolyamot is. A közpályáján 1841-től Szerém vármegyében tevékenykedett, ahol 1848-ig mint vármegyei aljegyző, alügyész, táblabíró és mint törvényszéki elnök működött. Szerkesztette a követi utasításokat és levelezője volt Kossuth Pesti Hírlapjának. Az 1848-as alvidéki nemzetiségi fölkelés (amelynek apja áldozatul esett) Szerém vármegye elhagyására és komárom vármegyei birtokára húzódni késztette. Itt mint nemzetőr vett részt a szabadságharcban. Az 1850-es években a bírói pályára lépett, és ezen a téren 1865-ig működött, amikor Komárom vármegye első alispánjává nevezték ki. 1866-ban a főispán elhunytával megbízták a megye ideiglenes kormányzásával. 1867-ben nyugalomba vonult; ezen alkalomból az alkotmányos kormány előterjesztésére királyi tanácsossággal tüntették ki. Visszavonulása után mint komárom vármegyei földbirtokos élénk részt vett a megye közéletében: tagja volt a vármegye közigazgatási bizottságának és az adókivető bizottságoknak.
Cikkei a Pesti Hírlapban (1842. 149. 1843. 223., 242., 267. sz. Szerémi levelek).

## Művei
- A megye és szab. kir. város t. cz. közönségéhez. Komárom megye ideiglenes kormányzójától és szab. kir. Komárom városa ideiglenes királyi biztosától. Komárom, febr. 26. 1867. (Proclamatió egy ívrét lapon).